# Eleições estaduais no Espírito Santo em 1990
As eleições estaduais no Espírito Santo em 1990 ocorreram em 3 de outubro como parte das eleições no Distrito Federal e em 26 estados brasileiros. Foram eleitos o governador Albuíno Azeredo, o vice-governador Adelson Salvador, o senador Elcio Álvares, 10 deputados federais e 30 estaduais. Como nenhum candidato a governador atingiu metade mais um dos votos válidos, houve um segundo em 25 de novembro e segundo a Constituição, o governador tomaria posse em 15 de março de 1991 para um mandato de quatro anos sem direito a reeleição.
Nascido em Vila Velha, o governador Albuíno Azeredo é engenheiro civil diplomado na Universidade Federal do Espírito Santo e graduado também em Informática e Administração de Empresas pela Pontifícia Universidade Católica do Rio de Janeiro sendo que foi funcionário da Vale antes de abrir sua própria empresa de consultoria. Em termos políticos militou no MDB e no PMDB a partir de 1970, foi secretário de Planejamento no governo Max Mauro de quem recebeu apoio na disputa para chegar ao Palácio Anchieta via PDT. Dessa forma terminou o ciclo de vitórias do PMDB que começou com Gerson Camata em 1982 e prosseguiu com Max Mauro em 1986.
Natural de Colatina, o produtor rural Adelson Salvador foi gerente comercial na Cooperativa Agropecuária do Norte do Estado por cinco anos a partir de 1976. Eleito prefeito de Nova Venécia pelo PMDB em 1982, ao fim do mandato foi nomeado diretor do Departamento Estadual de Trânsito no governo Max Mauro. Sob orientação do referido político entrou no PDT sendo eleito vice-governador do Espírito Santo em 1990.

## Resultado da eleição para governador

### Primeiro turno
Os arquivos da Justiça Eleitoral informam a apuração de 814.692 votos nominais (66,04%), 210.042 votos em branco (17,03%) e 208.815 votos nulos (16,93%), resultando no comparecimento de 1.233.549 eleitores.
| Candidatos a governador do estado | Candidatos a vice-governador | Número | Coligação                                                | Votação | Percentual |
| --------------------------------- | ---------------------------- | ------ | -------------------------------------------------------- | ------- | ---------- |
| Albuíno Azeredo PDT               | Adelson Salvador PDT         | 12     | Frente Democrática Capixaba (PDT, PSDB, PTB, PSB, PCdoB) | 356.694 | 43,78%     |
| José Ignácio Ferreira PST         | Pedro Ceolin PFL             | 52     | Frente Progressista Liberal (PST, PFL, PSC, PMN, PRP)    | 291.196 | 35,74%     |
| Rogério Medeiros PT               | Lourival Monteiro PT         | 13     | Frente Popular Capixaba (PT, PCB)                        | 127.749 | 15,68%     |
| João Calmon PMDB                  | Paulo Galvão PMDB            | 15     | PMDB (sem coligação)                                     | 39.053  | 4,80%      |

### Segundo turno
Segundo os arquivos da Justiça Eleitoral foram apurados 879.141 votos nominais.
| Candidatos a governador do estado | Candidatos a vice-governador | Número | Coligação                                                | Votação | Percentual |
| --------------------------------- | ---------------------------- | ------ | -------------------------------------------------------- | ------- | ---------- |
| Albuíno Azeredo PDT               | Adelson Salvador PDT         | 12     | Frente Democrática Capixaba (PDT, PSDB, PTB, PSB, PCdoB) | 584.269 | 66,46%     |
| José Ignácio Ferreira PST         | Pedro Ceolin PFL             | 52     | Frente Progressista Liberal (PST, PFL, PSC, PMN, PRP)    | 294.872 | 33,54%     |

## Biografia do senador eleito

### Elcio Alvares
Para senador foi eleito o advogado Elcio Alvares. Mineiro de Ubá, ele se formou em 1955 pela Universidade Federal do Espírito Santo e integrou a seccional da Ordem dos Advogados do Brasil até entrar no PSD. Após o Regime Militar de 1964 foi eleito suplente de deputado federal pela ARENA em 1966 sendo efetivado no lugar de Raimundo Andrade em 1970, ano em que foi reeleito. Escolhido governador do Espírito Santo pelo presidente Ernesto Geisel em 1974, entrou no PDS com o fim do bipartidarismo. Preterido por Carlos von Schilgen quando o então governador Eurico Resende definiu o nome do partido à sua sucessão em 1982, hipotecou apoio ao oposicionista Gerson Camata, o vencedor do pleito. Com a instauração da Nova República ingressou no PFL, mas perdeu a eleição para o Palácio Anchieta em 1986 numa disputa contra Max Mauro. Eleito senador em 1990, presidiu a comissão especial que analisou o processo de impeachment de Fernando Collor e votou pela condenação do presidente no julgamento em plenário em 29 de dezembro de 1992.

## Suplente convocado

### Jonice Tristão
Quando Elcio Alvares ocupou o cargo de ministro da Indústria e Comércio a convite do presidente Itamar Franco, sua cadeira senatorial foi entregue a Jonice Tristão. Advogado natural de Mutum, graduou-se na Universidade Federal do Rio de Janeiro. Sua atuação profissional, entretanto, foi direcionada para o beneficiamento de café solúvel através do Grupo Tristão, empresa familiar criada em 1935. Eleito suplente de senador via PFL em 1990, exerceu o mandato sob a circunstância já mencionada e voltou ao mesmo no começo de 1999 quando o titular assumiu o Ministério da Defesa no governo Fernando Henrique Cardoso.

## Resultado da eleição para senador
Segundo os arquivos da Justiça Eleitoral foram apurados 664.849 votos nominais.
| Candidatos a senador da República | Candidatos a suplente de senador    | Número | Coligação                                                | Votação | Percentual |
| --------------------------------- | ----------------------------------- | ------ | -------------------------------------------------------- | ------- | ---------- |
| Elcio Alvares PFL                 | Jonice Tristão PFL Lúcio Messan PFL | 251    | Frente Progressista Liberal (PST, PFL, PSC, PMN, PRP)    | 290.423 | 43,68%     |
| Renato Soares PSB                 | -                                   | 401    | PSB (sem coligação)                                      | 149.290 | 22,45%     |
| Magno Pires PT                    | -                                   | 131    | Frente Popular Capixaba (PT, PCB)                        | 72.910  | 10,97%     |
| José Moraes PMDB                  | -                                   | 151    | PMDB (sem coligação)                                     | 70.959  | 10,67%     |
| João Miguel PSDB                  | -                                   | 451    | PSDB (sem coligação)                                     | 39.070  | 5,88%      |
| Berredo de Menezes PRN            | -                                   | 361    | Frente Independente Capixaba (PRN, PDC, PSD, PTR, PTdoB) | 26.250  | 3,95%      |
| Jefferson de Aguiar PDS           | -                                   | 111    | PDS (sem coligação)                                      | 15.947  | 2,40%      |

## Deputados federais eleitos
São relacionados os candidatos eleitos com informações complementares da Câmara dos Deputados.

Representação eleita
  PMDB: 6
  PSDB: 3
  PL: 1

| Número | Deputados federais eleitos | Partido | Votação | Percentual | Cidade onde nasceu      | Unidade federativa |
| 1519   | Rita Camata                | PMDB    | 99.147  |            | Venda Nova do Imigrante | Espírito Santo     |
| 4577   | Paulo Hartung              | PSDB    | 49.248  |            | Guaçuí                  | Espírito Santo     |
| 1555   | Roberto Valadão            | PMDB    | 21.237  |            | Colatina                | Espírito Santo     |
| 4545   | Rose de Freitas            | PSDB    | 19.951  |            | Caratinga               | Minas Gerais       |
| 4533   | João Batista Mota          | PSDB    | 19.843  |            | Ibiraçu                 | Espírito Santo     |
| 2222   | Jones dos Santos Neves     | PL      | 16.524  |            | Vitória                 | Espírito Santo     |
| 1511   | Nilton Baiano              | PMDB    | 15.218  |            | Itabuna                 | Bahia              |
| 1560   | Jório de Barros            | PMDB    | 10.935  |            | Baixo Guandu            | Espírito Santo     |
| 1530   | Etevalda Menezes           | PMDB    | 7.538   |            | Rio Bananal             | Espírito Santo     |
| 1566   | Aloizio Santos             | PMDB    | 5.714   |            | Brejo Grande            | Sergipe            |

## Deputados estaduais eleitos
Estavam em jogo 30 cadeiras na Assembleia Legislativa do Espírito Santo.

Representação eleita
  PFL: 6
  PSDB: 5
  PTB: 4
  PMDB: 4
  PDT: 3
  PRN: 3
  PT: 3
  PDC: 1
  PSB: 1

| Número | Deputados estaduais eleitos | Partido | Votação | Percentual | Cidade onde nasceu      | Unidade federativa |
| 14116  | Valcy Souza                 | PTB     | 10.230  | 1,25%      | Pancas                  | Espírito Santo     |
| 14220  | Ricardo Ferraço             | PTB     | 9.356   | 1,14%      | Cachoeiro de Itapemirim | Espírito Santo     |
| 12146  | Ruzerte Gaigher             | PDT     | 8.776   | 1,07%      | Itapemirim              | Espírito Santo     |
| 36111  | Edson Henrique Pereira      | PRN     | 8.657   | 1,06%      | Barra de São Francisco  | Espírito Santo     |
| 15129  | Antônio Tadeu Giuberti      | PMDB    | 8.079   | 0,99%      | Colatina                | Espírito Santo     |
| 45222  | Umberto Messias de Souza    | PSDB    | 7.974   | 0,97%      | Marataízes              | Espírito Santo     |
| 12138  | Paulo Lemos Barbosa         | PDT     | 7.678   | 0,94%      | Alegre                  | Espírito Santo     |
| 25120  | Nilton Gomes                | PFL     | 7.426   | 0,91%      | Nova Venécia            | Espírito Santo     |
| 15111  | José Francisco de Barros    | PMDB    | 7.257   | 0,89%      | Baixo Guandu            | Espírito Santo     |
| 36105  | Djalma Monteiro da Silva    | PRN     | 7.246   | 0,88%      | Aracruz                 | Espírito Santo     |
| 17190  | Marcos Miranda Madureira    | PDC     | 6.971   | 0,85%      | Cachoeiro de Itapemirim | Espírito Santo     |
| 25121  | José Carlos Gratz           | PFL     | 6.728   | 0,82%      | Ibiraçu                 | Espírito Santo     |
| 25132  | Fernando José da Silva      | PFL     | 6.501   | 0,79%      | Guarapari               | Espírito Santo     |
| 25109  | Waldemiro Seibel            | PFL     | 6.451   | 0,79%      | Laranja da Terra        | Espírito Santo     |
| 25111  | Waldir Durão Filho          | PFL     | 6.367   | 0,78%      | Linhares                | Espírito Santo     |
| 14111  | Maria da Penha Feu Rosa     | PTB     | 5.921   | 0,72%      | Colatina                | Espírito Santo     |
| 15200  | Ethereldes Queiroz do Vale  | PMDB    | 5.826   | 0,71%      | Vitória                 | Espírito Santo     |
| 25112  | Carlos Magno Pimentel       | PFL     | 5.674   | 0,69%      | Viana                   | Espírito Santo     |
| 45277  | Luiz Temóteo Dias Vieira    | PSDB    | 5.557   | 0,68%      | Afonso Cláudio          | Espírito Santo     |
| 12155  | Carlos Roberto Cabalini     | PDT     | 5.556   | 0,68%      | Alegre                  | Espírito Santo     |
| 45170  | Ulysses Jarbas Anders       | PSDB    | 5.516   | 0,67%      | São Mateus              | Espírito Santo     |
| 45140  | Hélio Gualberto Vasconcelos | PSDB    | 5.470   | 0,67%      | Jerônimo Monteiro       | Espírito Santo     |
| 13250  | Brice Bragato               | PT      | 5.447   | 0,66%      | Conceição do Castelo    | Espírito Santo     |
| 45250  | Cabo Camata                 | PSDB    | 5.397   | 0,66%      | Vitória                 | Espírito Santo     |
| 14200  | Gilson Gomes                | PTB     | 5.128   | 0,62%      | Afonso Cláudio          | Espírito Santo     |
| 40170  | Renato Casagrande           | PSB     | 5.060   | 0,62%      | Castelo                 | Espírito Santo     |
| 15104  | Jauber Pignaton             | PMDB    | 4.956   | 0,60%      | Ibiraçu                 | Espírito Santo     |
| 36130  | Luciano Souza Cortez        | PRN     | 4.876   | 0,59%      | Cachoeiro de Itapemirim | Espírito Santo     |
| 13290  | João Coser                  | PT      | 2.907   | 0,35%      | Santa Teresa            | Espírito Santo     |
| 13110  | Aloísio Krohling            | PT      | 2.624   | 0,32%      | Linhares                | Espírito Santo     |